# Physalospora arctostaphyli
Physalospora arctostaphyli är en lavart som beskrevs av B. Erikss. 1974. Physalospora arctostaphyli ingår i släktet Physalospora och familjen Hyponectriaceae.  Arten är reproducerande i Sverige. Inga underarter finns listade i Catalogue of Life.